# Angus Scrimm

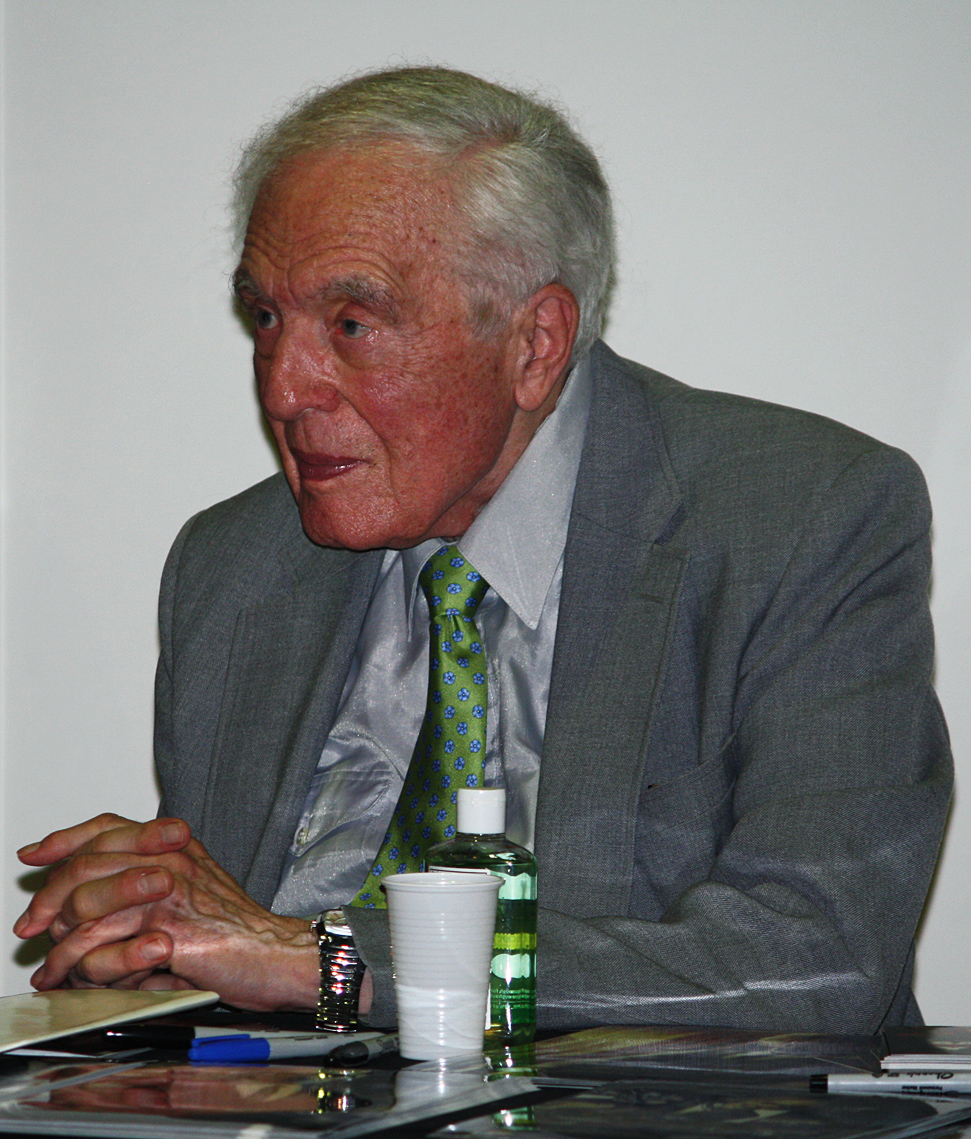
Angus Scrimm (November 2011)

Angus Scrimm (* 19. August 1926 in Kansas City, Kansas, USA; † 9. Januar 2016 in Tarzana, Kalifornien; bürgerlich Lawrence Rory Guy) war ein US-amerikanischer Schauspieler.

## Leben
Seine bekannteste Rolle ist die des Tall Man (Der Große Mann) aus der fünfteiligen Phantasm-Filmreihe, wofür er den Künstlernamen Angus Scrimm 1979 erstmals verwendete.
Vor seiner Schauspieltätigkeit schrieb er als Journalist und Autor u. a. für ein Kino-Magazin, ein Fernsehmagazin und den Los Angeles Herald Examiner. Er war außerdem für die Arbeit der Liner Notes an LPs und CDs von Künstlern wie z. B. Frank Sinatra, den Beatles, Artur Rubinstein und Itzhak Perlman verantwortlich.
Scrimm gewann für eine seiner Liner Notes einen Grammy, damals noch unter dem Namen Rory Guy.
Seine Filmkarriere begann 1973 mit dem Film Sweet Kill von Curtis Hanson. In der Fernsehserie Alias – Die Agentin übernahm Scrimm die Rolle des SD-6-Agenten Calvin McCullough.
Scrimm verstarb am 9. Januar 2016 in Tarzana, Kalifornien im Alter von 89 Jahren.

## Filmografie (Auswahl)
- 1973: Blutbad des Schreckens (Scream Bloody Murder) – Regie: Marc B. Ray
- 1975: Amputiert – Der Henker der Apokalypse (The Severed Arm)  – Regie: Tom Alderman
- 1976: Jim, the World’s Greatest – Regie: Don Coscarelli, Craig Mitchell
- 1979: Das Böse (Phantasm) – Regie: Don Coscarelli
- 1985: Drei Engel auf der Todesinsel (The Lost Empire) – Regie: Jim Wynorski
- 1986: Shopping (Chopping Mal) – Regie: Jim Wynorski
- 1988: Das Böse II (Phantasm II) – Regie: Don Coscarelli
- 1991: Diener des Bösen (Subspecies) – Regie: Ted Nicolaou
- 1992: Brain Slasher (Mindwarp) – Regie: Steve Barnett
- 1992: Munchie – Regie: Jim Wynorski
- 1993: Deadfall – Regie: Christopher Coppola
- 1994: Munchie, der witzige Außerirdische (Munchie Strikes Back) – Regie: Jim Wynorski
- 1994: Das Böse III (Phantasm III: Lord of the Dead) – Regie: Don Coscarelli
- 1996: Vampirella – Regie: Jim Wynorski
- 1997: Wes Craven’s Wishmaster (Wishmaster, Stimme des Erzählers im Original) – Regie: Robert Kurtzman
- 1998: Phantasm IV (Phantasm IV: Oblivion) – Regie: Don Coscarelli
- 1999: X-Factor: Das Unfassbare (Beyond Belief: Fact or Fiction, Fernsehserie, eine Folge)
- 2002: Legend of the Phantom Rider – Regie: Alex Erkiletian
- 2005: Incident on and off a Mountain Road – Regie: Don Coscarelli
- 2008: I sell the Dead – Regie: Glenn McQuaid
- 2012: John dies at the End – Regie: Don Coscarelli
- 2012: Disciples – Jünger des Satans (Disciples) – Regie: Joe Hollow
- 2016: Phantasm: Ravager – Regie: David Hartman

## Deutsche Synchronsprecher
Angus Scrimm wurde in Deutschland u. a. von Klaus Miedel, Norbert Gastell, Manfred Wagner, Franz-Josef Steffens und Hans Bayer synchronisiert.